# Forêt boréale canadienne

Vue sur le fleuve Yukon près de Carmacks (Yukon), Canada.

La forêt boréale canadienne couvre environ 28% de la forêt boréale planétaire. Elle est constituée d'arbres tolérants au froid, conifères et de nombreuses espèces résineuses (pins, épinettes, mélèzes, sapins et thuyas) et de quelques espèces feuillues (peupliers et bouleaux). 
À l'intérieur de la zone boréale, la répartition actuelle des espèces boréales s'explique par la capacité de ces espèces à supporter le climat froid et par l'histoire postglaciaire de la zone.

## Étymologie
Cette forêt tire son nom de Borée (Boréas), dieu grec des vents du Nord. Pour les Canadiens, cette référence à un dieu ancien a pris une connotation moderne, un legs dont ils doivent assurer la gestion durable pour les générations actuelles et futures. Le terme de « zone sensible » s’applique à la large zone circumpolaire de végétation des latitudes nordiques. Elle est principalement occupée par des forêts, mais elle renferme également des lacs, des rivières, des terres humides, et d’autres superficies naturellement dépourvues d’arbres, comme le sommet des montagnes, les landes des régions à climat maritime et les prairies des régions sèches. Il est donc préférable d’utiliser le terme « forêts boréales » (au pluriel) pour désigner les parties boisées de la zone boréale. Ces forêts sont constituées d’arbres résistants au froid, dont de nombreuses espèces de conifères (pins, épinettes, mélèzes, sapins et thuya) et quelques espèces de feuillus (peupliers et bouleaux).

## Origines et géographie
D'un point de vue écologique, la zone boréale d'Amérique du Nord est constituée de paysages relativement récents. Les forêts actuelles ont pris naissance il y a seulement 5 000 ans. Effectivement, il y a une vingtaine de milliers d'années, le nord de l'Amérique du Nord était en grande partie recouvert de glaciers Wisconciniens. Au cours des 15 000 à 16 000 années qui ont suivi, les diverses espèces d’arbres qui poussaient au sud du glacier ont peu à peu occupé les régions libérées par la fonte des glaciers. Les forêts canadiennes s’étendent et du nord-est de la Colombie-Britannique, en passant par le nord des provinces des Prairies, du Québec et de l’Ontario, jusqu’à Terre-Neuve-et-Labrador. Elle forme une bande de plus de 1 000 km de large entre la toundra gelée de l’Arctique, au nord, et les forêts plus tempérées et les prairies, au sud. Les perturbations naturelles, telles que les incendies forestiers et les épidémies d’insectes, sont omniprésentes. 
Elles ont joué un rôle majeur dans le développement et le renouvellement de ces forêts boréales. Depuis ses fondements, les forêts boréales canadiennes sont habitées par l’homme, qui a aussi eu une profonde influence sur son évolution, notamment des causes de l'aménagement forestier extensif des dernières décennies.

## Importance et intérêt
L’environnement boréal est aussi très diversifié. Dans la zone forestière boréale canadienne, les ressources en eau douce sont considérables, près de 9 % de la superficie totale du territoire canadien, soit 891 163 km2, est couverte d'eau douce. On y trouve également une vingtaine d’essences d’arbres de même qu’une grande diversité de mammifères, tels certains cervidés, canidés, félidés et rodentiens. Les populations d’oiseaux y sont aussi très dynamiques. Certaines espèces, comme les roselins, les mésanges, les chouettes, les pics, la corneille et le grand corbeau, y résident toute l’année, mais la plupart sont migratrices. Plus de 30 % des oiseaux migrateurs nord-américains dépendent de la forêt boréale pour leur reproduction. Ils entreprennent alors à chaque automne une longue migration vers le sud, puis une seconde vers le nord, au printemps.
Les forêts peuvent être des puits de carbone et jouent donc un rôle important dans le cycle planétaire du carbone. Les arbres qu’elles contiennent fixent le dioxyde de carbone gazeux par le biais de la photosynthèse et stockent ainsi de grandes quantités de carbone dans leurs tissus et dans le sol. Les activités économiques en forêt boréale canadienne sont considérables. En 2009, la balance commerciale des exportations totales était de 14,4 milliards de dollars et la contribution au PIB était de 19,9 milliards de dollars (dollars constants de 2002). En 2004, environ 2,5 millions de Canadiens, répartis dans 522 collectivités, étaient tributaires de la forêt boréale, fournissant 900 000 emplois directs et indirects.
Les Canadiens et Canadiennes utilisent des produits dérivés des ressources boréales. Ces produits sont, entre autres dérivés du bois (dont papier, crayons, meubles et matériaux de construction), de produits miniers, minéraux et pétroliers, de médicaments provenant de plantes et de nombreux aliments. Cela est possible grâce aux personnes qui exploitent, récoltent, transportent, traitent et mettent en marché les ressources forestières et leurs produits. De ce contexte découle une fragile dépendance entre ces producteurs, les communautés utilisatrices et les ressources forestières.

### Importance pour les Premières Nations
On compte plus de 600 communautés des Premières Nations qui sont réparties dans la zone boréale. L’industrie leur offre plus de 17 000 emplois directs et indirects. La forêt leur est essentielle pour subvenir à leurs besoins vitaux. Ainsi, du bois, des animaux sauvages, des herbes, des plantes médicinales, de la sève d’érable, des champignons, des baies, de la résine et des matériaux d’artisanat, sont récoltés dans la forêt par les habitants des collectivités boréales. Ces ressources permettent d’ailleurs de diversifier l’économie des régions concernées. 
Les collectivités autochtones jouent un rôle de plus en plus actif dans le secteur forestier, comme en témoigne l’émergence de partenariats entre les Autochtones, le secteur privé et les gouvernements fédéral, provinciaux et territoriaux, par exemple la Chaire de recherche en foresterie Autochtone en Abitibi-Témiscamingue. 

### LeNitassinanInnu
Pour les neuf communautés innues du Québec, leur territoire ancestral porte le nom «Nitassinan» qui comprend les zones marines, côtières et terrestres. Plus précisément, la forêt ou encore l'arrière-pays où se fait la chasse s'appelle le « Nutshimit ». Pour les communautés innues, la forêt, en plus d'être important pour leur mode de vie comme expliqué plus tôt, a aussi une dimension spirituelle et représente donc un prolongement du peuple. La communauté de Essipit, située dans les Escoumins en Haute-Côte-Nord, joue un rôle important dans la gouvernance de leur forêt locale et est même au cœur d'une collaboration avec la compagnie forestière sur place.  
Jean-Michel Beaudoin et ses collaborateurs ont d'ailleurs identifié 11 objectifs propres à la communauté dans la gestion de l'exploitation forestière de leur territoire soit : 
- documenter les connaissances sur la forêt ;
- permettre le maintien des pratiques « Innu Aitun », donc les activités traditionnelles ;
- maintenir les excursions culturelles ;
- organiser des séances d'échange intergénérationnelles ;
- protéger les sites traditionnels et communautaires ;
- organiser des séances d'échange interculturelles ;
- sensibiliser au respect du territoire et aux autres utilisateurs ;
- offrir l'accès aux habitants d'Essipit à certains sites communautaires ;
- offrir des infrastructures de qualité en forêt aux habitants d'Essipit ;
- maintenir la qualité de l'accès au territoire ;
- augmenter l'utilisation des terres en mettant en œuvre les politiques et les programmes en place.

Il est important de noter que les communautés innues tentent de maintenir cette connexion à la Terre qui a été fragilisé lors de la période des pensionnats autochtones. En effet, le maintien de l'« Innu Aitun » passe par des excursions dans le « Nutshimit », le maintien de la chasse pour l'approvisionnement en viande des bois, les semaines culturelles faisant partie du calendrier scolaire, l'initiation à l'« Innu-Natukuna » soit les plantes médicinales innues et bien d'autres activités faisant intervenir de multiples générations.

## Perturbations anthropiques et naturelles
Parmi les perturbations anthropiques de la forêt boréale canadienne, on retrouve plusieurs activités économiques basées sur l'exploitation des ressources naturelles. Pour n'en nommer que quelques-unes, la foresterie, l'industrie minière, l'hydroélectricité ainsi que le développement pétrolier et gazier affectent l'écosystème. 
Les principales perturbations naturelles affectant la forêt boréale sont les feux de forêt et les épidémies d'insectes, plus particulièrement la tordeuse des bourgeons de l'épinette (Choristoneura fumiferana). Bien que la forêt boréale et les espèces végétales qui la compose soient bien adaptées et même dépendent de cette perturbation par le feu, l'augmentation de la fréquence et de l'intensité des incendies causée par les changements climatiques affectera la composition et la résilience de la forêt. De plus, il est pertinent de noter que les régimes de perturbations naturelles varie selon un gradient longitudinal.

## Gestion durable de la forêt boréale canadienne
Le Canada abrite une partie importante du biome boréal mondial et, pour cette raison, il joue un rôle crucial dans les efforts déployés pour préserver l’intégrité de la forêt boréale. Historiquement, le Canada s’est toujours classé parmi les meilleurs pays gestionnaires de forêts, entre autres parce que ses forêts sont majoritairement de propriété publique (93 %) et que 80 % de la récolte ligneuse se fait sur ces terres publiques. Ainsi, en vertu de la Constitution canadienne, les gouvernements fédéral et provinciaux jouent des rôles distincts dans l’administration, l’aménagement et la protection des forêts publiques. De plus, grâce à divers mécanismes établis pour la participation du public, par exemple la Conférence régionale des élus (CRÉ), les Canadiens ont la possibilité de donner leur avis sur la façon dont leurs forêts devraient être aménagées.
Le gouvernement fédéral de même que les gouvernements provinciaux et territoriaux du Canada reconnaissent l’importance de préserver des terres pour les espèces sauvages et la conservation de la nature. Environ 8 % de la forêt boréale du Canada est juridiquement protégée contre l’exploitation des ressources. La certification est un outil considéré très important par les gouvernements canadiens pour la démonstration de la gestion durable des forêts. 
Trois systèmes de certification coexistent au Canada, et aucun d’entre eux n’a été officiellement adopté par les gouvernements. On reconnaît généralement que la norme d’aménagement forestier durable de l’Association canadienne de normalisation (CSA), celle du Forest Stewardship Council (FSC) et la Sustainable Forestry Initiative (SFI) attestent toutes l’aménagement forestier durable, en regard à différents critères, de rigueur variable. En 2007, près de 138 millions d’hectares de forêts avait obtenu la certification d’un des trois systèmes, soit une superficie équivalant à deux fois celle de la France. La certification des forêts par des tiers confirme les bonnes pratiques forestières du Canada. Elle atteste un bon aménagement de base consistant à assurer une saine planification de l’aménagement et une régénération adéquate de la forêt, à veiller au respect des lois et à contrer toute coupe non autorisée ou illégale. En plus d’intégrer la production de bois, les systèmes utilisés au Canada certifient également la conservation de la diversité biologique, la préservation d’habitats fauniques, la protection des sols et de l’eau ainsi que la pérennité de la récolte de bois tous des éléments qui concourent à l’aménagement durable des forêts.
Finalement, la communauté scientifique du Canada se consacre à l’étude de la complexité des écosystèmes forestiers. Des recherches de classe mondiale sur des questions clés pour le secteur forestier, dont la forêt boréale, sont menées par divers partenariats entre les gouvernements, les universités, des instituts et réseaux de recherche ainsi que par l’industrie forestière, comme en témoigne la Chaire industrielle CRSNG – UQAT – UQAM en aménagement forestier durable.
Au Québec, en avril 2013, un nouveau régime forestier entrera en vigueur. Celui-ci préconisera un aménagement forestier écosystémique sur l’ensemble de son territoire. À cet égard, le grand défi pour les gestionnaires forestiers sera assurément coordonner l’aménagement durable des forêts boréales. Parallèlement, l’industrie forestière devra continuer d’offrir aux Canadiens des produits utiles et des avantages économiques, tout en préservant les avantages environnementaux ainsi que les valeurs sociales connexes. Cela signifie que l’industrie devra trouver des moyens de répondre à la demande mondiale croissante de produits, tout en demeurant concurrentielle sur le marché mondial et en se conformant aux exigences accrues de protection et de conservation des forêts. Les gouvernements canadiens doivent concilier les intérêts divergents, établir le juste équilibre entre les avantages économiques de la récolte de bois et de l’extraction des minéraux et les contributions notables du tourisme, des activités récréatives et des traditions autochtones au Canada.
De nombreux exemples pourraient être fournis pour illustrer le besoin de planification intégrée des utilisations de la forêt boréale. Au Québec, la gestion durable du caribou forestier (Rangifer tarandus caribou) en est un bon exemple. L’écotype boréal du caribou forestier vivant en milieu forestier a été inscrit à la liste des espèces menacées en 2002 par le Comité sur la situation des espèces en péril au Canada (COSEPAC). En 2005, le cervidé a été reconnu comme étant vulnérable au Québec. Ce mammifère a besoin d’étendues relativement vastes de forêts matures et anciennes en bonne santé, ce qui le rend vulnérable à la fragmentation et à la perte d’habitat. Depuis plus d’une décennie, des efforts sont déployés à l’échelle provinciale, territoriale et nationale pour protéger d’importantes populations de ce caribou. Pour assurer la survie du caribou forestier, il faudra trouver un juste équilibre entre les valeurs environnementales et les intérêts socioéconomiques.